# Kishim (district)
Kishim est un district de la province de Badakhshan en Afghanistan. Sa population est estimée à 63 000 habitants.